# TLR3
TLR3はToll-like receptor 3（Toll様受容体-3）の略称である。TLR3はエンドソームに存在し、ウイルス由来の二重鎖RNA（dsRNA）を認識し、強い抗ウイルス作用を示すI型インターフェロンの産生を促し、ウイルスからの防御で働く自然免疫系分子の一つ。

## 蛋白質の機能
TLR3はToll様受容体の一種で樹状細胞や繊維芽細胞など広範囲な細胞で発現している。培養細胞に於いてはヒトの肺由来のMRC5細胞や、子宮頸がん由来の株化細胞であるHeLa細胞でも発現が観察される。
TLR3蛋白質は細胞の小胞体と初期エンドソームに局在し、ウイルスのRNAを初期エンドソームで認識すると考えられている。TLR3はウイルスのRNAを認識すると、細胞質内のアダプター分子であるTRIF/TICAM-1と呼ばれる分子を活性化する。TRIF/TICAM-1はそのN末側の領域がインターフェロン産生に特に重要で、TRAF3分子を解してシグナルを下流に伝える。
TRAF3分子はその後、NAP1分子を解してTBK1分子を活性化し、TBK1がIRF-3と呼ばれる転写因子のリン酸化することで、IRF-3がダイマー（二量体）になり、核内に移行する。核内に移行後はインターフェロンベータのプロモーター領域に結合しインターフェロンベータ遺伝子の転写を活性化させる。

## ウイルス感染に対する役割
TLR3は自然免疫系に属する分子である。自然免疫で中心的な役割を果たす樹状細胞に於いては、従来から用いられてきた樹状細胞であるcDCに発現しているが、近年明らかになった、ウイルス感染時にI型インターフェロン産生を行う樹状細胞であるpDCには発現していない。なおpDCでは、TLR7が、おもにウイルス由来のRNAを認識する。またcDCに於いては、細胞質内にRIG-Iと呼ばれるウイルスのRNAを認識するセンサー分子が存在し、TLR3がウイルスのRNA認識に果たす役割は疑問視する声も一部にある。
最近になり、樹状細胞などが、ウイルス感染細胞を貪食することによって細胞傷害性T細胞（Cytotoxic T cell: CTL)を活性化するクロスプライミングにTLR3が関与することが報告されている。これにより、樹状細胞に感染しないウイルスも樹状細胞に感染細胞が貪食されることで、CTLの誘導が可能になる。
また、ウイルスだけではなく、日焼けにおいてもTLR3が関与していることが報告された。紫外線(UVB)にケラチノサイトが曝露されると、変異した二本鎖microRNAが放出され、それが周囲のケラチノサイトや単核球(PBMCs)のTLR3-TRIF経路によって認識される。周囲の細胞ではTNF-αやIL-6が産生され、炎症が起き、一般に日焼けと呼ばれる現象を引き起こす。

## 進化
TLR3はゲノムプロジェクトから日本のトラフグにも存在することがしられている。硬骨魚類のTLR3も二重鎖RNAを認識することが知られている。しかし、同じ脊索動物門に属するでもホヤなどには存在せず、脊椎動物亜門に属する動物特有の分子である。
また、魚のTLR3もアダプター分子としてTICAM(Trif)を介してI型インターフェロンの産生を引き起こす。

## ヒトの病気との関連
マウスをモデル生物とした研究からはアメリカで問題になっている西ナイル熱の原因の西ナイルウイルス感染ではTLR3を失ったTLR3ノックアウトマウスが感染に抵抗性になるなど、TLR3は西ナイル熱に対しては症状の重篤化に働くと考えられている。
一方で、単純ヘルペス感染で引き起こされるヘルペス脳炎の患者からはTLR3遺伝子に変異がみつかり、TLR3遺伝子がヘルペス脳炎を防いでいると考えられている。